# Гераклид (сын Аргея)
Гераклид (др.-греч. Ἡρακλείδης) — греко-македонский флотоводец, живший в IV веке до н. э.

## Биография
Незадолго до своей смерти (по оценке В. Геккеля в начале 323 года до н. э., после завершения зимнего похода против касситов) Александр Македонский поручил Гераклиду построить в Гиркании флот в целях дальнейшего изучения Каспийского моря. Многие географы того времени полагали, что Ойкумена имеет симметричную структуру, и их мнение разделялось царём. Александр считал Красное море юго-восточным заливом Великого океана, а Каспийское тогда могло оказаться его северо-восточным эквивалентом, что позволило бы проложить водный путь на север. Впрочем, многие учёные полагали Каспийское море, не имеющим выхода в океан, а соединённым с Меотидой. Поэтому, как заключил Ф. Шахермайр, перед Гераклидом ставилась задача не осуществления завоеваний, а только проведения исследования на данном этапе. Дройзен И. же предположил, что Александр мог одновременно с организацией экспедиции подготавливать поход против скифов. Исторические источники не сообщают, было ли осуществлено такое плавание Гераклидом и чем оно завершилось. По мнению Тревер К. В., следует дать отрицательный ответ на этот вопрос. Но тогда Аристобул, на труд которого опирался Арриан, упомянул бы о этой неудаче.